# (3888) Hoyt
(3888) Hoyt est un astéroïde de la ceinture principale.

## Description
(3888) Hoyt est un astéroïde de la ceinture principale. Il fut découvert le 28 mars 1984 à l'Observatoire Palomar par Carolyn S. Shoemaker. Il présente une orbite caractérisée par un demi-grand axe de 2,39 UA, une excentricité de 0,25 et une inclinaison de 22,2° par rapport à l'écliptique.

## Compléments